# パークシティ中野
パークシティ中野（パークシティなかの）は、東京都中野区中野五丁目を対象とした都市再開発事業である。計画段階での名前は「囲町東地区第一種市街地再開発事業」である。2022年9月1日に着工し、2025年12月に竣工予定。
再開発事業に「パークシティ」の名称（三井不動産レジデンシャルの集合住宅ブランド名）が使用されるのは三例目で、二棟の住宅棟と、オフィス・商業棟（「中野M-SQUARE」）からなる。オフィスと商業棟は2026年に開業する予定。